# واحة الغروب (مسلسل)
واحة الغروب هو مسلسل تلفزيوني مصري عرض في عام 2017 خلال شهر رمضان. المسلسل من إخراج كاملة أبو ذكري وبطولة خالد النبوي، منة شلبي، سيد رجب، أحمد كمال ورشدي الشامي. المسلسل مقتبس من رواية تحمل نفس الاسم للكاتب بهاء طاهر.

## نبذه
تدور الأحداث عن قصة ضابط البوليس المصري (محمود عبد الظاهر) الذي يُنقل إلى واحة سيوة؛ بعد أن اتهم بممارسته لبعض الأفكار الثورية لجمال الدين الأفغاني، فيتوجه إلى هناك مصطحبًا معه زوجته الأجنبية (كاثرين) الشغوفة بالآثار المصرية، حيث يبدأن تجربة جديدة يُمزج فيها الماضي بالحاضر، والشرق بالغرب على المستويين الإنساني والحضاري.

## طاقم العمل
- خالد النبوي بدور محمود
- منة شلبي بدور كاثرين
- سيد رجب بدور باش شاويش إبراهيم
- أحمد كمال بدور الشيخ يحيي
- رشدي الشامي بدور الشيخ صابر
- ركين سعد بدور مليكة
- أحمد مجدي بدور رضوان
- لؤي عمران بدور وصفي
- كارول الحاج بدور فيونا
- دنيا ماهر بدور خديجة